# Onthophagus ocellidorsis
Onthophagus ocellidorsis là một loài bọ cánh cứng trong họ Bọ hung (Scarabaeidae).